# Diocèse de Yopougon
Le diocèse de Yopougon, en latin Dioecesis Yopugonensis, est une juridiction de l'Église catholique en Côte d'Ivoire. Il est érigé en 1982 avec comme 1er évêque Laurent Mandjo. Le diocèse est gouverné par Jean Salomon Lezoutié depuis novembre 2015. Son siège se trouve en la Cathédrale Saint-André de Yopougon.

## Historique
Le diocèse de Yopougon a été érigé, sur proposition de Bernard Yago, archevêque d'Abidjan, par la constitution apostolique Quam invisimus du pape Jean-Paul II, le 8 juin 1982. Il est issu de la scission de l'archidiocèse métropolitain d'Abidjan sur son flanc occidental. Il a pour siège, la commune de Yopougon. 
Le 14 octobre 2006, il a lui-même été divisé pour donner naissance au diocèse d'Agboville.

## Organisation
Le diocèse de Yopougon comprend 54 paroisses, réparties sur neuf vicariats forains :
- le vicariat forain de Saint André (six paroisses) ;
- le vicariat forain de Saint Pierre (sept paroisses) ;
- le vicariat forain de Saint Matthieu (sept paroisses) ;
- le vicariat forain de l'Annonciation (six paroisses) ;
- le vicariat forain de Saint Bernard (six paroisses) ;
- le vicariat forain de Dabou (neuf paroisses) ;
- le vicariat forain de Toupah (cinq paroisses) ;
- le vicariat forain de Jacqueville (quatre paroisses) ;
- le vicariat forain de Anga-Swag (quatre paroisses).

## Évêques
- 8 juin 1982 - 28 novembre 2015 : Laurent Akran Mandjo
  - 3 janvier 2009 - 28 novembre 2015 : Jean Salomon Lezoutié, évêque coadjuteur
- Depuis le 28 novembre 2015 : Jean Salomon Lezoutié

## Géographie
Le diocèse de Yopougon est limité au nord par le diocèse d’Agboville, à l’est par l’archidiocèse d'Abidjan, à l’ouest par l’archidiocèse de Gagnoa et au sud, par la mer atlantique. De la sorte, le diocèse de Yopougon se trouve inséré dans la province ecclésiastique d’Abidjan, étant suffragant du siège métropolitain d’Abidjan, avec  les diocèses de Grand-Bassam et d'Agboville. Il s'étend sur 7 367 km2 repartie en trois zones :  
- la zone urbaine ;
- la zone semi-rurale ;
- la zone rurale.

### La zone urbaine
La zone urbaine appelée commune de Yopougon avec sa superficie de 153,06 km2 se situe tout à l’ouest de la ville d’Abidjan. Elle est délimitée au nord par la commune d’Abobo et la ville d’Anyama. Au sud, par l’océan atlantique. À l’est, par la commune d’Attécoubé et à l’ouest, par la commune de Songon.

### La zone semi-rurale
La zone semi-rurale se compose exclusivement du grand pôle qu’est la ville de Dabou et celles de Jacqueville et Sikensi.

### La zone rurale
La zone rurale est composée essentiellement par les populations autochtones vivantes dans les villages communalisés ou non autour des villes de Dabou, Jacqueville et Sikensi.

## Population
Le diocèse de Yopougon a une population globale évaluée à plus ou moins trois millions d’habitants. Sur cette population globale, le diocèse de Yopougon compte environ 648 000 baptisés soit 22,07 %, avec une proportion de 65 % de femmes et de 35 % d’hommes.

## Source
- Direction Diocésaine des Œuvres (Service de publications de l’Évêché) de Yopougon, Annuaire de l’Église diocésaine 2014, Abidjan, Édition Les Souffles, janvier 2014 (ISBN 978-2-36552-005-8)